# Herb gminy Dołhobyczów
Herb gminy Dołhobyczów – jeden z symboli gminy Dołhobyczów, autorstwa Roberta Szydlika, ustanowiony 31 maja 2012.

## Wygląd i symbolika
Herb przedstawia na tarczy w polu czerwonym nad rzeką falistą srebrną jastrzębia srebrnego zrywającego się do lotu, z dzwonkami sokolimi, trzymającego godło herbu Jastrzębiec w prawym szponie.
Godło Jastrzębiec nawiązuje do rodu Skrzetuskich, niegdysiejszych właścicieli terenów obecnej gminy. Srebrna wstęga symbolizuje rzekę Bug. Barwa tarczy oraz symbol rzeki Bug nawiązują do księstwa bełskiego, symbolizując jego przedzielenie granicą państwową, w tym korektę granicy Polski z ZSRR dokonaną w 1951 roku, kiedy to Bełz został przyłączony do Ukraińskiej SRR.